# Аппер-Сокон Тауншип (округ Лігай, Пенсільванія)
Аппер-Сокон Тауншип (англ. Upper Saucon Township) — селище (англ. township) в США, в окрузі Лігай штату Пенсільванія. Населення — 16 973 особи (2020).

## Демографія
Згідно з переписом 2010 року, у селищі мешкало 14 808 осіб у 5039 домогосподарствах у складі 3959 родин. Було 5262 помешкання
Расовий склад населення:
| - 93,6 % — білих - 3,3 % — азіатів - 1,2 % — чорних або афроамериканців - 0,1 % — вихідців з тихоокеанських островів - 0,1 % — корінних американців |

До двох чи більше рас належало 1,3 %. Частка іспаномовних становила 3,1 % від усіх жителів.
За віковим діапазоном населення розподілялося таким чином: 23,2 % — особи молодші 18 років, 63,5 % — особи у віці 18—64 років, 13,3 % — особи у віці 65 років та старші. Медіана віку мешканця становила 41,1 року. На 100 осіб жіночої статі у селищі припадало 98,0 чоловіків;  на 100 жінок у віці від 18 років та старших — 96,3 чоловіків також старших 18 років.
Середній дохід на одне домашнє господарство  становив 124 433 долари США (медіана — 89 267), а середній дохід на одну сім'ю — 139 957 доларів (медіана — 101 484). Медіана доходів становила 76 118 доларів для чоловіків та 41 719 доларів для жінок. За межею бідності перебувало 3,6 % осіб, у тому числі 4,7 % дітей у віці до 18 років та 1,3 % осіб у віці 65 років та старших.
Цивільне працевлаштоване населення становило 7659 осіб. Основні галузі зайнятості: освіта, охорона здоров'я та соціальна допомога — 29,1 %, виробництво — 15,4 %, роздрібна торгівля — 12,2 %, мистецтво, розваги та відпочинок — 9,5 %.